# 막시밀리아노 페레이라
빅토리오 막시밀리아노 "막시" 페레이라 파에스(스페인어: Victorio Maximiliano "Maxi" Pereira Páez, 1984년 6월 8일~)는 우루과이의 전 축구 선수이다.
2002-2003 시즌에 데펜소르 스포르팅 클럽에서 청소년 클럽을 거쳐 데뷔하였다. 2005 시즌에만 16골을 기록하는 등 많은 활약을 펼쳤지만 2007년에 SL 벤피카로 이적하여 현재까지 오른쪽 풀백으로 활동하고 있다.
2005년 10월에 멕시코와의 친선 경기에 츨전하여 국가대표팀으로 데뷔하였다. 그 이후 2007년 코파 아메리카와 2010년 FIFA 월드컵에도 참가하였다. 4강전 네덜란드와의 경기에서는 추가 시간에 추격하는 골을 만들어 내었으나, 팀은 2 : 3으로 패하여 결승 진출이 무산되었다.

## 수상

### 팀
벤피카
- 프리메이라리가 : 2009–10
- 타사 다 리가 : 2008–09, 2009–10, 2010–11, 2011–12

### 국가대표
- 2007년 코파 아메리카 4위
- 2010년 FIFA 월드컵 4위
- 2011년 코파 아메리카 우승

## 국가대표팀 득점
| 골 | 날짜             | 장소                                           | 상대     | 득점  | 결과  | 경기 종류                                 |
| -- | ---------------- | ---------------------------------------------- | -------- | ----- | ----- | ----------------------------------------- |
| 1  | 2010년 7월 6일   | 남아프리카 공화국 케이프타운 케이프타운 경기장 | 네덜란드 | 2 – 3 | 2 – 3 | 2010년 FIFA 월드컵                        |
| 2  | 2012년 6월 10일  | 우루과이 몬테비데오 에스타디오 센테나리오      | 페루     | 2 – 0 | 4 – 2 | 2014년 FIFA 월드컵 남아메리카 지역 예선   |
| 3  | 2013년 11월 13일 | 요르단 암만 킹 압둘라 경기장                   | 요르단   | 1 – 0 | 5 – 0 | 2014년 FIFA 월드컵 예선 대륙간 플레이오프 |

## 같이 보기
- A매치 100경기 이상 출전한 축구 선수 명단